# Nils Seethaler
Nils Seethaler (* 18 de agosto de 1981 en Berlín) es un antropólogo cultural alemán que estudia las colecciones históricas de objetos etnológicos y los restos humanos (restos humanos).

## Vida
Nils Seethaler nació en Berlín-Lichterfelde y pasó su juventud en Berlín y Morschen en el norte de Hesse. En 1999 fue premiado por el Jungen Literaturforum Hessen-Thüringen. Tras graduarse en la Elisabeth-Knipping-Schule de Kassel en 2000, Seethaler estudió en la Freie Universität Berlin Etnología con Georg Pfeffer y Markus Schindlbeck, entre otros, Estudios Literarios con Ulrich Profitlich y Volker Mertens y Ciencias Políticas con Fritz Vilmar y Walter Rothholz. Desde 2012, coordina el archivo de la Sociedad de Antropología, Etnología y Prehistoria de Berlín en el Centro Arqueológico de los Museos Estatales de Berlín. Seethaler ejerce la docencia universitaria y no universitaria.
Imparte regularmente conferencias en toda Alemania, especialmente sobre temas de arte no europeo.

Seethaler vive y trabaja en Berlín. Está casado y es padre de dos hijos.

## Trabajo de investigación
Seethaler ha participado en numerosos proyectos, especialmente en la investigación de colecciones etnológicas históricas. En particular, la investigación de la procedencia de los restos humanos. Además de investigar los posibles contextos de injusticia en las colecciones de los periodos colonial y nazi, investiga la historia, los motivos y los mecanismos sociales del coleccionismo, especialmente de objetos culturales no europeos, hasta el presente. 
Su investigación sobre la procedencia de cráneos de indígenas australianos en la colección antropológica de la Sociedad de Antropología, Etnología y Prehistoria de Berlín y de Australia y Namibia en las colecciones de la Charité en el Proyecto de restos humanos de la Charité marcó el inicio de un amplio compromiso con la procedencia de los restos humanos en los museos y colecciones alemanes. Esta investigación sirvió de base para la creación de una directriz uniforme para el tratamiento de los restos humanos en las colecciones públicas de Alemania.
Además de su trabajo con colecciones históricas, ha participado en una serie de investigaciones interdisciplinarias en la interfaz de las humanidades y las ciencias naturales. 
Junto con Carsten Niemitz y Benjamin P. Lange, organizó la 11.ª Conferencia Anual El comportamiento humano en perspectiva evolutiva (MVE) en Berlín en 2010.

## Proyectos de exposición
Seethaler asesoró, organizó y dirigió numerosos proyectos de exposiciones en museos sobre temas etnológicos, de historia del arte y de ciencias naturales. 
En estas exposiciones se presentaron sobre todo formas innovadoras de exponer objetos etnológicos y de transmitir contenidos etnológicos en los museos 
Fue en gran parte responsable del redescubrimiento y reevaluación del perdido Museo de Etnología de Rostock, así como de la preservación y rediseño de la Colección Julius Riemer en Lutherstadt Wittenberg (el único museo etnológico en Sajonia-Anhalt).
La exposición permanente concebida por Seethaler en el Museo de Historia Natural y Etnología de Lutherstadt Wittenberg y la exposición cultural comparativa "Objekte der Verehrung" ("Objetos de culto") que organizó allí para el final del aniversario de la Reforma en 2017 atrajeron la atención internacional.

## Proyectos de recogida
Seethaler realizó varios viajes de investigación y coleccionismo a Australia, Oceanía, Oriente Medio y por Europa. Durante estos viajes de coleccionismo, pero sobre todo a través de contactos con coleccionistas de Europa, USA y Australia, como Rainer Greschik y Günter Hepe, reunió varios miles de piezas etnológicas; además, una colección igualmente extensa de fotografías etnológicas con ejemplos desde el siglo XIX hasta la actualidad. Los objetos de las colecciones reunidas por Seethaler fueron a parar a varios museos, como el Ethnologisches Museum Berlin, el Museum of European Cultures, el Museo de Colecciones Municipales en la Armería de Lutherstadt Wittenberg, el Ostpreußisches Landesmuseum de Lüneburg y la Colección Hermann-Bahner del Museum Altes Rathaus de Langen (Hessen). También han sido objeto de investigaciones científicas por parte de otros investigadores.